# うえちゃんのホッとラジオ ヨッ!お疲れさん
『うえちゃんのホッとラジオ ヨッ!お疲れさん』（うえちゃんのホッとラジオヨッおつかれさん、1996年12月までは『上ちゃんのホッとラジオ ヨッ!お疲れさん（“上ちゃん”の読みは同じ）』）は、ニッポン放送にて1996年度のナイターオフ期間中に生放送されていた番組。19:00以降は、NRN系列局に向けてネットされていた（94年度と95年度のナイターオフ期間中に放送されていた『上柳昌彦の花の係長 ヨッ!お疲れさん』と同形式。ただし、『花の係長～』時代はニッポン放送も19:00スタートだった）。

## パーソナリティ
- 上柳昌彦（当時ニッポン放送アナウンサー）

1997年1月以降は、“うえやなぎまさひこ”として出演（途中でタイトルが変更されたのはこのため）。
- よしきくりん（タレント）

上柳とよしきは、『うえちゃんの花の土曜日おっかけラジオ』や『うえちゃんの涙の電話リクエスト』でもペアを組んでいる。

## 放送時間
月-木 18:00-21:00（前述の通り、19:00以降はNRN系全国ネットで放送）
なお、金曜は『タモリの週刊ダイナマイク（18:00-20:00、上柳も出演）』と『玉置宏のようこそ!スター予約席（20:00-21:00）』を放送していた。

## コーナー・タイムテーブル
- 18:00 オープニング
- 18:10 ニュースは踊る
- 18:15 ホッとテレフォン
- 18:25 上柳昌彦の素顔でトークおしゃれでチュッ!（ABCラジオでもテープネットで放送）
- 18:35 交通情報・ニュース
- 18:40 風を感じる天気予報
- 18:45 スポーツチェック
- 18:50 本日回転!大開放スロット
- 18:55 交通情報（ここまではニッポン放送ローカル）
- 19:00 ネット局向けオープニング
- 19:10 全国津々浦々おつかれさん!“全日本KUDARANKING”（仮タイトルは『今日のフンマン!今日のバンザイ!』）
- 19:30 うえちゃんのホッとーく!（仮タイトルは『今日の深読み芸能タイムス』）
- 19:59 交通情報（ニッポン放送のみ）
- 20:00 うえちゃんのHotミュージック（仮タイトルは『今日のなんだろうクン』）・パート1
- 20:20 うえちゃんのホッとジャーニー
- 20:30 うえちゃんのHotミュージック・パート2
- 20:55 エンディング

なお、18時台のコーナーについては1997年度のナイターオフに放送された『おっかけラジオ ヨッ!お疲れさん』でもほぼ継承された。

## ネット局
金曜の『週刊ダイナマイク』→『スター予約席』でも当番組とほぼ同じ対応がとられていた。
| - STVラジオ□ - 青森放送★ - 秋田放送★ - IBC岩手放送★ - 山形放送☆ - 東北放送★ - ラジオ福島★ | - 茨城放送○ - 栃木放送○ - 新潟放送☆ - 信越放送★ - 山梨放送☆※1 - 北日本放送☆※2 - 北陸放送☆ | - 福井放送☆ - 静岡放送☆※3 - 東海ラジオ□ - KBS京都○ - 和歌山放送◇ - MBSラジオ□※4 - 山陽放送□ | - 山陰放送◇ - 中国放送□ - 山口放送☆ - 四国放送○ - 西日本放送□ - 南海放送○ - 高知放送☆ | - KBCラジオ□ - 大分放送☆※3 - 長崎放送□ - 熊本放送□ - 宮崎放送★ - 南日本放送○ - ラジオ沖縄□ |

凡例
- ☆-19:00-21:00
- ★-19:00-20:00
- ◇-19:10-20:00
- ○-19:00-19:30
- □-19:10-19:30
- ※1　月曜は□
- ※2　月曜は★
- ※3　月曜は○
- ※4　金曜の『週刊ダイナマイク』は自社制作のワイド番組（『K・プロジェクト』）を放送していた関係から未ネット

## 備考
- 企画段階での仮タイトルは『上柳昌彦の今日も一日お疲れさん!』だった。